# Проспект Наставников
Проспект Наста́вников — проспект в Красногвардейском районе Санкт-Петербурга. Меридиональная магистраль в жилом районе Ржевка-Пороховые, а также в историческом районе Пороховые. Проходит от железнодорожной линии Ладожский вокзал — Заневский Пост-2 до Ириновского проспекта. На севере продолжается улицей Потапова, на юге соединён с проспектом Солидарности. Параллелен Индустриальному проспекту и улице Коммуны. По участку проспекта Наставников от проспекта Косыгина до Ириновского проспекта проходит граница между муниципальными округами Ржевка и Пороховые.

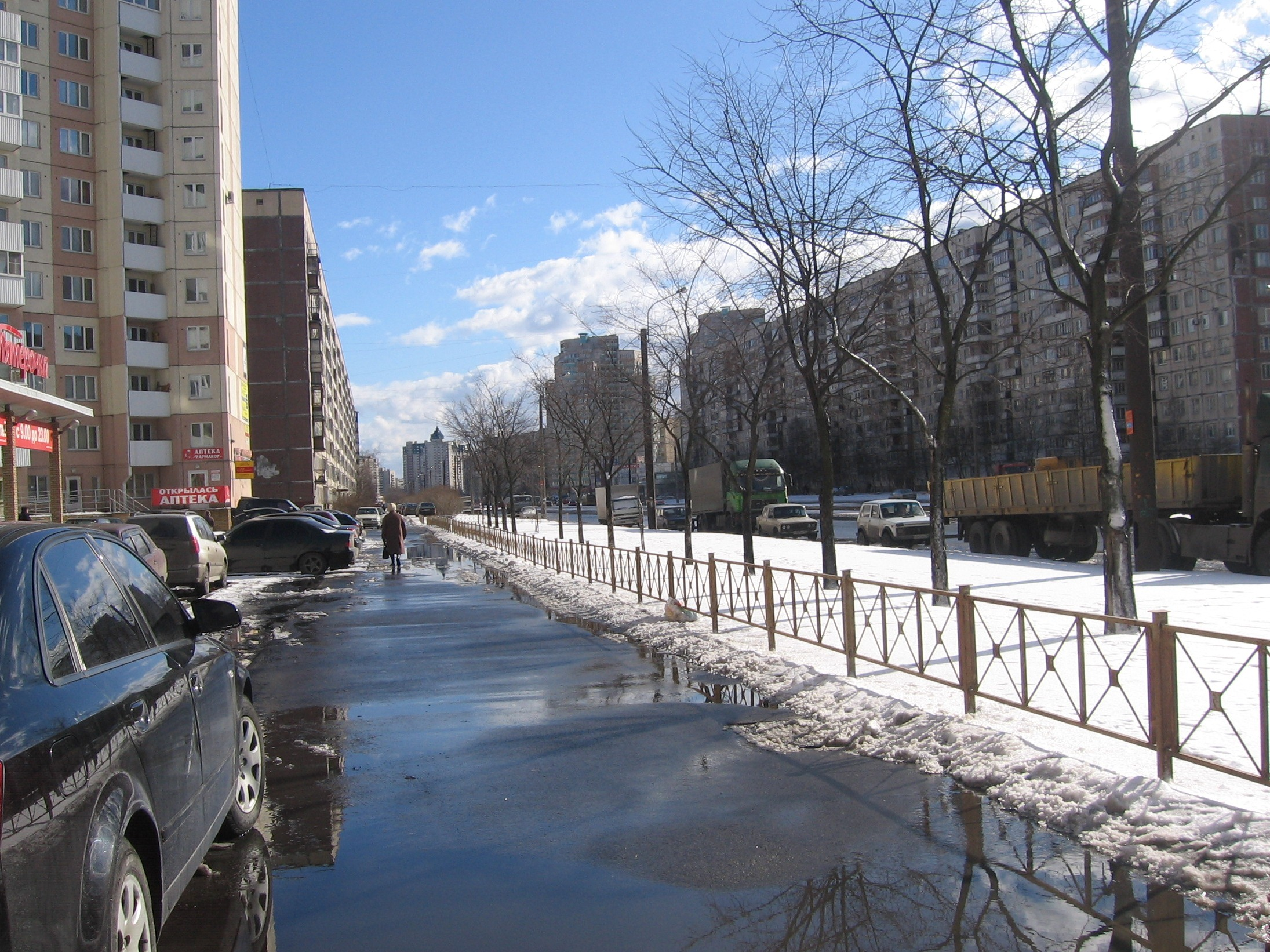
Вид на юг от дома 47

## История
Проспект получил название 16 октября 1978 года в честь кадровых рабочих, учителей, воспитателей молодого поколения. До этого с 1940 года участок от проспекта Энтузиастов до Ириновского проспекта носил название Хасановская улица.
В 2017—2018 годах проспект подвергся полномасштабной реконструкции. Генеральным подрядчиком ООО «ЛСР-Строй» были произведен ремонт коммуникаций, заменено дорожное покрытие, отреконструирована трамвайная линия, установлены новые опоры контактной сети и уличного освещения, обустроены газоны, тротуары, дворовые заезды.

## Пересечения
С юга на север (по увеличению нумерации домов) проспект Наставников пересекают следующие улицы:
- железнодорожная линия Ладожский вокзал — Заневский Пост-2 — пересечение с переходом проспекта Наставников в проспект Солидарности;
- Хасанская улица — пересечение;
- Ленская улица — пересечение;
- проспект Косыгина — пересечение;
- проспект Энтузиастов — пересечение;
- проспект Ударников — пересечение;
- Ириновский проспект — пересечение с переходом проспекта Наставников в улицу Потапова.

## Транспорт
Ближайшие станции метро — «Проспект Большевиков» (около 1,9 км по прямой от начала проспекта) и «Ладожская» (около 2,6 км по прямой от начала проспекта) 4-й (Правобережной) линии.
На участке проспекта Наставников от Хасанской улицы до Ириновского проспекта с 1982 года действует трамвайная линия (маршруты № 8, 59, 63 и 64). Линию обслуживает частный перевозчик ООО «Транспортная концессионная компания».
На участке от проспекта Косыгина до проспекта Энтузиастов существует неиспользуемая с 2007 года линия троллейбусного сообщения.
Также на разных участках проспекта проходят автобусные маршруты № 15, 28, 102, 164, 169, 174, 234, 264.
Ближайшая железнодорожная станция — Заневский Пост (кратчайшее расстояние — около 950 м). На расстоянии около 2,6 км по прямой от начала проспекта расположен Ладожский вокзал.

## Общественно значимые объекты
- Хасанский рынок (у пересечения с Хасанской улицей) — Хасанская улица, дом 15;
- детский сад № 47 (1-е подразделение) — дом 9, корпус 2;
- школа № 182 — дом 11, корпус 2;
- автоматическая телефонная станция — дом 16;
- супермаркет «Пятёрочка» — дом 18;
- детский сад № 47 (2-е подразделение) — дом 15, корпус 4;
- детская поликлиника № 68 — дом 20;
- стоматологическая поликлиника № 32 (у пересечения с проспектом Косыгина) — дом 22;
- торговый центр (у пересечения с проспектом Косыгина) — дом 24, корпус 1;
- детский сад № 72 — дом 25, корпус 4;
- детский сад № 85 — дом 29, корпус 2;
- супермаркет «Перекрёсток» — дом 33, корпус 1, литера А;
- торговый центр «Ржевка» (у пересечения с проспектом Энтузиастов) — дом 35, корпус 1;
- детский сад № 86 — дом 41, корпус 2;
- детский сад № 17 — дом 41, корпус 4;
- бывший супермаркет «SPAR» (ранее рынок «Жерновский», у пересечения с проспектом Ударников) — дом 38;
- гимназия № 405 — дом 40, корпус 2;
- автоматическая телефонная станция — дом 44.